# Anachrostis metaphaea
Anachrostis metaphaea là một loài bướm đêm trong họ Noctuidae.